# 緊急保証制度
緊急保証制度（きんきゅうほしょうせいど）は、平成20年度第1次補正予算案が閣議決定となったことを踏まえ、中小企業庁において中小企業等の資金繰り支援策を大幅に拡充するために創設され、2008年（平成20年）10月31日から運用を開始した日本の制度。
第1次補正予算により6兆円規模で開始した後、第2次補正予算により20兆円規模まで拡大した。
略称は「全国緊急（ぜんこくきんきゅう）」。

## 概要
2007年（平成19年）末からの原油・原材料価格の高騰による影響で、中小企業は収益が悪化し、資金繰りが厳しい状況が続いた。こうした状況を踏まえて、2008年6月、「原油等価格高騰対策」（原油等高騰に関する緊急対策関係閣僚会議決定）において、セーフティネット保証の対象となる業種の拡大が図られることとなった。
2011年（平成23年）3月31日に同制度は終了したが、セーフティネット保証制度は引き続き存続することとなった。